# Aleksandr Leluchin
Aleksandr Gieorgijewicz Leluchin, ros. Александр Георгиевич Лелюхин (ur. 11 marca 1862 w guberni smoleńskiej, zm. ?) – rosyjski działacz państwowy, deputowany do IV Dumy Państwowej Imperium Rosyjskiego, działacz emigracyjny.
W 1881 r. ukończył Liceum Katkowskie, zaś w 1886 r. prawo na uniwersytecie w Moskwie. Następnie zamieszkał w rodzinnym majątku ziemskim Isakowo w ujeździe juchnowskim. Wybrano go przedstawicielem ujezdnego ziemstwa juchnowskiego i gubernialnego ziemstwa smoleńskiego. Od 1890 r. pełnił funkcję naczelnika ziemskiego ujezdu juchnowskiego, zaś od 1897 r. ujezdnym marszałkiem szlachty. W 1910 r. otrzymał tytuł faktycznego radcy państwowego. Był też sędzią pokoju. W 1911 r. uczestniczył w pracach komisji specjalnej ministerstwa oświecenia publicznego do spraw przygotowania programu dla szkół ludowych. W 1912 r. został członkiem, a następnie przewodniczącym sekcji do spraw oświecenia publicznego na zjeździe wszechziemskim w Moskwie. Ponadto prowadził liczne działania charytatywne w ujeździe juchnowskim. Jesienią 1912 r. został wybrany do IV Dumy Państwowej. Wszedł w skład frakcji „Związku 17 października”, po jej rozpadzie grupę bezpartyjnych, a następnie frakcję centrystów. Pełnił funkcję zastępcy przewodniczącego komisji do spraw oświecenia publicznego, a także członkiem kilku innych komisji. Po rewolucji lutowej 1917 r. mianowano go komisarzem Rządu Tymczasowego w 5 Armii Frontu Północnego, a następnie w 7 Uralskiej Dywizji Strzeleckiej w Mińsku. Od maja 1917 r. był zastępcą W. P. Basakowa w specjalnej komisji do spraw przygotowania projektu ustawy o wyborach do Zgromadzenia Ustawodawczego. Od sierpnia tego roku był członkiem komisji wszechrosyjskiej do spraw wyborów do Zgromadzenia Ustawodawczego. Po 1918 r. wyjechał do Polski. Wszedł w skład kierownictwa Rosyjskiego Komitetu Emigracyjnego w Warszawie. Jego losy po 1920 r. są nieznane.